# RTD
RTD (del inglés: resistance temperature detector) es un detector de temperatura resistivo, es decir, un sensor de temperatura basado en la variación de la resistencia de un conductor con la temperatura.  

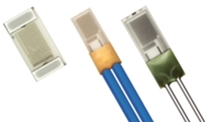
RTD (thin film)

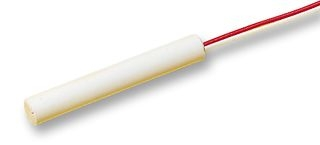
RTD (cubierta cerámica)

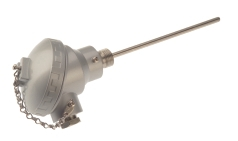
sonda de medida

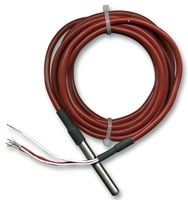
sonda de medida

Su símbolo indica una variación lineal con coeficiente de temperatura positivo. 

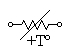
Símbolo RTD

Al calentarse un metal habrá una mayor agitación térmica, dispersándose más los electrones y reduciéndose su velocidad media, aumentando la resistencia. A mayor temperatura, mayor agitación, y mayor resistencia.
La variación de la resistencia puede ser expresada de manera polinómica como sigue a continuación. Por lo general, la variación es bastante lineal en márgenes amplios de temperatura.
{\displaystyle R=R_{0}\cdot (1+\alpha \cdot \Delta T)\,\!}
donde:
- {\displaystyle R_{0}} es la resistencia a la temperatura de referencia {\displaystyle T_{0}}
- {\displaystyle \Delta T} es la desviación de temperatura respecto a {\displaystyle T_{0}} {\displaystyle (\Delta T=T-T_{0})}
- {\displaystyle \alpha } es el coeficiente de temperatura del conductor especificado a 0 °C, interesa que sea de gran valor y constante con la temperatura

Los materiales empleados para la construcción de sensores RTD suelen ser conductores tales como el cobre, el níquel o el platino. Las propiedades de algunos de éstos se muestran en la siguiente tabla:
| Parámetro                                    | Platino (Pt)     | Cobre (Cu)  | Níquel (Ni)  | Molibdeno (Mo) |
| -------------------------------------------- | ---------------- | ----------- | ------------ | -------------- |
| Resistividad ({\displaystyle \mu \Omega cm}) | 10.6             | 1.673       | 6.844        | 5.7            |
| {\displaystyle \alpha (\Omega /\Omega /C)}   | 0.00385          | 0.0043      | 0.00681      | 0.003786       |
| {\displaystyle R_{0}(\Omega )}               | 25, 50, 100, 200 | 10          | 50, 100, 120 | 100, 200, 500  |
| margen (°C)                                  | -200 a +850      | -200 a +260 | -80 a +230   | -200 a +200    |

De todos ellos es el platino el que ofrece mejores prestaciones, como:
- alta resistividad… para un mismo valor óhmico, la masa del sensor será menor, por lo que la respuesta será más rápida
- margen de temperatura mayor
- alta linealidad
- sin embargo, su sensibilidad ({\displaystyle \alpha }) es menor

Un sensor muy común es el Pt100 (RTD de platino con R=100 {\displaystyle \Omega } a 0 °C). En la siguiente tabla se muestran valores estándar de resistencia a distintas temperaturas para un sensor Pt100 con {\displaystyle \alpha } = 0.00385 {\displaystyle K^{-1}}.
| Temperatura (°C))                     | 0   | 20     | 30     | 40     | 60    | 80     | 100    |
| Resistencia ({\displaystyle \Omega }) | 100 | 107.79 | 111.55 | 115.54 | 123.1 | 130.87 | 138.50 |